# Aviogenex
Aviogenex var ett flygbolag från Jugoslavien, numera lokaliserat i Serbien, och inledde sin verksamhet 1968. Bolaget var det första med att flyga Tupolev Tu-134 utan glasnos.